# Иствуд, Элисон
Э́лисон И́ствуд (англ. Alison Eastwood; 22 мая 1972, Кармел-бай-те-Си, Калифорния, США) — американская актриса, кинорежиссёр, кинопродюсер, певица, модельер и фотомодель.

## Ранние годы
Элисон Иствуд родилась в Кармел-бай-те-Си (штат Калифорния, США) на 15 дней раньше положенного срока в семье актёров Клинта Иствуда (род. 1930) и Мэгги Джонсон, которые были женаты в 1953—1984 годах. У Элисон есть старший брат — музыкант Кайл Иствуд (род. 1968), а также шестеро единокровных братьев и сестёр по отцу от других пяти женщин, включая: Кимбер Линн Тюнис (род. 1964), Скотт Иствуд (род. 1986), Кэтрин Ривз (род. 1988), Франческа Иствуд (род. 1993) и Морган Колетт Иствуд (род. 1996).
Элисон окончила «Santa Catalina School» и «Stevenson School». В 1990 году Иствуд переехала в Санта-Барбару для обучения актёрскому мастерству в «University of California».
В 1991 году она была арестована за вождение в пьяном виде и получила 3 года условного наказания.

## Карьера
Элисон дебютировала в кино в 1980 году, сыграв роль ребёнка в детском доме в фильме «Бронко Билли». Всего Иствуд сыграла в 29-и фильмах.
В 2005 году Элисон дебютировала в качестве продюсера в фильме «Не говори», в котором она также сыграла роль Рафаэль.
В 2007 году Элисон дебютировала в качестве режиссёра в фильме «Пути и путы».
Также Элисон является певицей, модельером и фотомоделью.

## Личная жизнь
В 1999—2000 года Элисон была замужем за актёром Кирком Фоксом (род. 1969).
С 15 марта 2013 года Элисон замужем во второй раз за скульптором Стейси Пойтрэсом, с которым она встречалась 3 года до их свадьбы.

## Избранная фильмография

### Актриса
| Год  |   | Русское название           | Оригинальное название                   | Роль                                  |
| ---- | - | -------------------------- | --------------------------------------- | ------------------------------------- |
| 1980 | ф | Бронко Билли               | Bronco Billy                            | ребёнок в детдоме                     |
| 1984 | ф | Петля                      | Tightrope                               | Аманда Блок                           |
| 1997 | ф | Абсолютная власть          | Absolute Power                          | студентка отделения гуманитарных наук |
| 1997 | ф | Полночь в саду добра и зла | Midnight in the Garden of Good and Evil | Мэнди Николлс                         |
| 1999 | ф | Завтрак для чемпионов      | Breakfast of Champions                  | Мэнди Маритимо                        |
| 1999 | ф | Чёрное и белое             | Black and White                         | Линн Домбровски                       |
| 2002 | ф | Поединок                   | Poolhall Junkies                        | Тара                                  |
| 2005 | ф | Не говори                  | Don't Tell                              | Рафаэль                               |
| 2010 | ф | Единожды падший            | Once Fallen                             | Кэт                                   |
| 2018 | ф | Наркокурьер                | The Mule                                | Дочь                                  |

### Режиссёр
- 2007 — «Пути и путы[англ.]»
- 2017 — «Батл-Крик»

### Продюсер
- 2005 — «Не говори»/Don’t Tell